# Iglesia de la Asunción (Villarroya de los Pinares)
La iglesia de la Asunción en Villarroya de los Pinares (Provincia de Teruel, España) es un edificio construido originalmente en época gótica (siglo XV), fue transformado en época renacentista (siglo XVII) al construirse una nueva cabecera y un nuevo crucero que, al no poder concluirse la programada renovación total del templo, se unieron al antiguo cuerpo gótico. Este está formado por una nave única de cinco tramos con capillas laterales abiertas en los tres primeros tramos, cubiertas todas ellas con bóvedas de crucería, excepto la capilla previa al crucero en el lado de la epístola, que lo hace con bóveda de casetones, y otra enfrentada a la entrada, que lo hace con cúpula avenerada. 

## Descripción
Si al interior se hacen patentes claramente, en la diferencia de proporciones y de concepción espacial, las dos fases constructivas, al exterior la solidez de los volúmenes refleja también ese hecho, aunque en ambas se mantuvo la combinación de mampostería y sillar en la fábrica. 
La cabecera poligonal al interior, comunicada con varias estancias anejas, forma un único conjunto con el crucero. Ambos alcanzan la misma altura, están cubiertos con bóvedas de crucería estrellada y se encuentran decorados con motivos clásicos como pilastras, entablamentos y frontones. 
Este ejemplo se considera una derivación de las iglesias denominadas de estilo "Reyes Católicos", más frecuentes en tierras castellanas, aquí especialmente llamativo por encontrarse unido al antiguo cuerpo gótico. 
El ingreso continúa realizándose por el pórtico del lateral meridional que cobija la sencilla portada medieval. 
La iglesia se sitúa entre dos calles muy estrechas lo que provoca que en su fachada principal las visuales sean siempre en escorzo, lo que produce que su escala se vea potenciada. Sólo desde el norte, al final de la c/ Mayor puede observarse el potente volumen de la cabecera renacentista. Al sur el edificio tiene adosadas una serie de construcciones de cierto interés, con fachadas tradicionales, las portadas de medio punto de sillería y algunos escudos y alféizares moldurados.